# Wyrok NSA z 4 kwietnia 2007, II OSK 614/06
Wyrok Naczelnego Sądu Administracyjnego z dnia 4 kwietnia 2007 r., sygn. akt II OSK 614/06 – wyrok wydany przez Naczelny Sąd Administracyjny po rozpoznaniu skargi kasacyjnej wniesionej od wyroku Wojewódzkiego Sądu Administracyjnego w Szczecinie z dnia 2 lutego 2006 r. (sygn. akt II SA/Sz 896/05), w sprawie skargi na decyzję wojewody zachodniopomorskiego z dnia 2 czerwca 2005 r. w przedmiocie odmowy przyjęcia oświadczenia o wyborze dla dziecka imienia.

## Zaskarżone orzeczenie
Przedmiotem zaskarżenia był wyrok Wojewódzkiego Sądu Administracyjnego w Szczecinie z dnia 2 lutego 2006 r., który oddalał skargę skarżących na decyzję wojewody zachodniopomorskiego z dnia 2 czerwca 2005 r. w sprawie odmowy przyjęcia oświadczenia rodziców o wyborze dla dziecka imion Tadeusz Dąb. W uzasadnieniu zaskarżonego wyroku wskazano, że decyzja ta nie narusza art. 50 ust. 1 ustawy z dnia 29 września 1986 r. Prawo o aktach stanu cywilnego (Dz.U. z 1986 r. nr 36, poz. 180). Artykuł ten, zezwalając kierownikowi urzędu stanu cywilnego na odmowę przyjęcia oświadczenia o wyborze dla dziecka więcej niż dwóch imion, imienia ośmieszającego, nieprzyzwoitego, w formie zdrobniałej oraz imienia niepozwalającego odróżnić płci dziecka, jest przepisem wyjątkowym, pozwalającym na wkroczenie w zakres władzy rodzicielskiej. Sąd I instancji stwierdził, że organ prawidłowo uznał, iż imię Dąb nie pozwala na odróżnienie płci dziecka, dodając ponadto, że wybrane imię w przyszłości mogłoby narazić je na ośmieszenie.

## Zakres i podstawa zaskarżenia
Wyrok Wojewódzkiego Sądu Administracyjnego zaskarżony został w całości, a skarga kasacyjna oparta została na podstawie  naruszenia prawa materialnego (art. 174 pkt 1 ustawy z dnia 30 sierpnia 2002 r. - Prawo o postępowaniu przed sądami administracyjnymi - Dz.U. z 2002 r. nr 153, poz. 1270) przez błędną wykładnię przepisu art. 50 ust. 1 prawa o aktach stanu cywilnego. W uzasadnieniu stwierdzono, że w przypadku imienia Dąb nie zachodzi żadna z przesłanek odmowy przyjęcia oświadczenia o wyborze imienia dziecka.

## Rozstrzygnięcie Naczelnego Sądu Administracyjnego
Naczelny Sąd Administracyjny w uzasadnieniu wyroku nie zgodził się z tezą, że imię Dąb (jako synonim siły, honoru i szlachetności) może być ośmieszające i nie pozwala odróżnić płci dziecka, jako że spełnia wymagania zasady nr II.1.a Zaleceń dla urzędników stanu cywilnego dotyczących nadawania imion dzieciom osób obywatelstwa polskiego i narodowości polskiej (opublikowane w Komunikatach Komisji Kultury Języka Komitetu Językoznawstwa PAN nr 1(4)/1996), która głosi, iż imię powinno odróżniać płeć dziecka ze względów: 
1) językowych (odmiana imienia przez przypadki),
2) praktycznych,
3) imiona nadawane chłopcom powinny kończyć się na spółgłoskę.
Jednocześnie sąd podzielił opinię Rady Języka Polskiego, że "nie powinno się nadawać imion pochodzących od wyrazów pospolitych", zaznaczył jednak, że jest ona jedynie zaleceniem językoznawców i nie może zmieniać przepisów powszechnie obowiązującego prawa. Naczelny Sąd Administracyjny powtórzył kilkakrotnie wypowiedziany w swoim orzecznictwie pogląd, że nadanie imienia dziecku jest atrybutem władzy rodzicielskiej, a przypadki dopuszczalnej odmowy wpisania do aktu urodzenia imion zgłoszonych przez rodziców są wyczerpująco wskazane w przepisach prawa i nie podlegają rozszerzającej wykładni, mogącej prowadzić do ograniczenia władzy rodzicielskiej w zakresie swobody wyboru imienia dziecka.
W związku z powyższym zarzut naruszenia prawa materialnego przez błędną jego wykładnię sąd uznał za słuszny, a jako że w postępowaniu kasacyjnym nie stwierdzono naruszeń przepisów postępowania, które mogłyby mieć istotny wpływ na wynik sprawy, Naczelny Sąd Administracyjny działając na podstawie art. 188 ustawy Prawo o postępowaniu przed sądami administracyjnymi wydał wyrok reformatoryjny, uchylając zarówno zaskarżony wyrok, jak i decyzje organów administracyjnych obu instancji.